# Truite de mer
 (juin 2018).
Si vous disposez d'ouvrages ou d'articles de référence ou si vous connaissez des sites web de qualité traitant du thème abordé ici, merci de compléter l'article en donnant les références utiles à sa vérifiabilité et en les liant à la section « Notes et références ».
Taxons concernés
Plusieurs espèces de la famille des Salmonidae
- Salmo trutta
- Salvelinus fontinalis
- Oncorhynchus mykissmodifier

La truite de mer est la forme migratrice de plusieurs espèces de salmonidés.

## Noms scientifiques et noms français
L'appellation « truite de mer » recouvre trois espèces appartenant à des genres différents :
- Salmo trutta ou truite fario, aussi appelée « la blanche », truite saumonée ou truite argentée, d'origine européenne ;
- Oncorhynchus mykiss (syn. Salmo gairdneri) ou truite arc-en-ciel, originaire d'Amérique du Nord;
- Salvelinus fontinalis ou omble de fontaine, originaire d'Amérique du Nord.

## Description
La truite de mer est la forme ou le morphe de ces espèces, lorsque les individus migrent en mer, ce qui est facultatif dans le cas de ces espèces.
L'identification des truites de mer comme espèces ou sous-espèces distinctes, remonte à la classification de Linné. Depuis, la génétique a prouvé qu'il n'y avait absolument aucune différence génétique entre une truite de rivière et une truite de mer pour chaque espèce. Aussi étrange que cela puisse paraître, surtout quand on compare les deux poissons : la truite fario a des rayures et des points de couleurs (plus ou moins prononcés) alors que la truite de mer ressemble à un saumon. Et pourtant, il ne s'agit que d'une adaptation au milieu, l'expression d'un polymorphisme et non d'une espèce différente.
De même, le saumoneau (ou smolt) qui, petit, ressemble fort à une fario, se transforme visuellement en « poisson blanc » au moment de sa dévalaison  Cela s'appelle la smoltification. Il en va de même lors de la dévalaison de certaines truites, qui de fait, deviennent des truites de mer, avec un aspect similaire à celui des saumons.

## Pêche

### Techniques de pêche
La truite de mer se pêche lors de sa remontée dans les cours d'eau où elle vient se reproduire (remontée d'avril à septembre). Comme la plupart des salmonidés, elle a un régime alimentaire à tendance carnivore. Il sera donc conseillé de la pêcher avec des techniques s'adaptant à son alimentation. En rivière, la truite de mer possède un comportement très particulier. En effet, tout comme son cousin le saumon atlantique, la truite de mer se nourrit très peu car son estomac se résorbe afin de laisser place aux appareils reproducteurs (œufs chez les femelles, laitance chez les mâles). Il a été remarqué que la truite de mer est plus agressive à la tombée de la nuit et c'est à cette période que la plupart des captures sont enregistrées. Attention, il faudra veiller à bien respecter la réglementation en vigueur souvent spécifique sur les parcours à migrateurs sous peine d'une lourde contravention. Il est conseillé d'utiliser des leurres de couleurs vives (poissons nageurs, cuillers etc) mais la truite de mer est également capturable en pratiquant la pêche à la mouche avec des imitations d'insectes et autres aliments dont elle est plus friande en pleine journée.

### Tailles minimum de capture

#### Mailles légales pour la France
- La maille de la truite de mer, c'est-à-dire la taille légale de capture pour les pêcheurs amateurs et professionnels est de 35 cm.

#### Mailles biologiques
La maille biologique, c'est-à-dire la taille à laquelle 100 % des truites de mer se sont reproduites est de 24 cm pour la Méditerranée.

## Élevage
Les deux espèces Salmo trutta et Oncorhynchus mykiss font l'objet d'une aquaculture en pleine mer, permettant d'obtenir des truites de mer. Cette pisciculture se fait sur le même mode que celle des saumons. Les premiers stades de croissance sont bien sûr réalisés en eau douce, conformément à la biologie de l'espèce. Le transfert des poissons en mer peut être préparé en élevant progressivement la salinité des eaux d'élevage, ou en distribuant un aliment fortement salé. Ce transfert est susceptible d'entraîner la mortalité d'une partie des poissons, par la suite la croissance des truites est fortement accélérée en eaux de mer ou en eaux saumâtres.

## Philatélie
La truite de mer est représentée sur plusieurs timbres, à savoir : 
- 18 juin 1997, Nouvelle-Zélande, Pêche à la mouche
- 4 décembre 2014, Allemagne, Réintroduction d'espèces
- 2014, Mauritanie, Vie marine (poissons)